# Amaurobius mathetes
Amaurobius mathetes là một loài nhện trong họ Amaurobiidae.
Loài này thuộc chi Amaurobius. Amaurobius mathetes được Ralph Vary Chamberlin miêu tả năm 1947.